# Wollkrautblütenkäfer
Der Wollkrautblütenkäfer (Anthrenus verbasci), auch Museumskäfer genannt, ist ein Vertreter der Speckkäfer (Dermestidae). Wie auch seine Verwandten, der Kabinettkäfer (Anthrenus museorum) und der Teppichkäfer (Anthrenus scrophulariae), ist er ein häufiger Materialschädling.

## Merkmale
Der 1,7–3,5 Millimeter lange, rundliche, fast kugelförmige Wollkrautblütenkäfer hat eine dunkelbraune Grundfärbung mit einem variablen hellbraunen und weißen Schuppenmuster. Man kann in der Regel drei helle, gewellte Querbinden erkennen. Ihre kurzen Fühler sind elfgliedrig und an den letzten drei Gliedern keulenförmig verdickt.
Die Larven werden 4–5 mm lang. Sie sind dicht behaart und langgestreckt, gewöhnlich wird der Körper nach hinten breiter. Sie besitzen am Hinterleibsende zwei Büschel mit Pfeilhaaren, die bei Gefahr zum Schutz gespreizt werden können und deren Spitzen leicht abbrechen.

## Vorkommen
Die Tiere kommen als Kulturfolger weltweit und fast überall in Gesellschaft des Menschen vor. 

## Lebensweise
Die Larven fressen Keratin und Chitin, insbesondere tote Insekten, Tierhaare und Federn, weshalb sie vor allem bei Entomologen als Schädlinge in Insektensammlungen gefürchtet sind.
Als geschlechtsreifes Insekt (Imago) ernähren sich die Käfer von Nektar und Pollen. Sie leben in Häusern, Wohnungen und Lagern, in der freien Natur sitzen sie meist auf Blüten, wo auch in der Regel die Paarung zwischen Ende Mai und Anfang Juni stattfindet. Die Weibchen suchen danach geeignete Plätze zur Eiablage, entweder in der Nähe des Menschen oder in Vogelnestern, Baumhöhlen und ähnlichen trockenen Stellen, an denen sie die Larvennahrung finden. Die Eier werden in geschützte Ritzen gelegt. Die Lebenserwartung beträgt – abhängig von den Umgebungsbedingungen, insbesondere der Temperatur – ein bis drei Jahre, davon etwa zwei Wochen als Käfer.

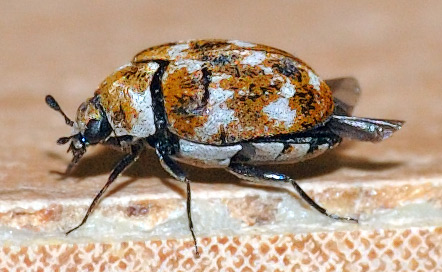
Wollkrautblütenkäfer
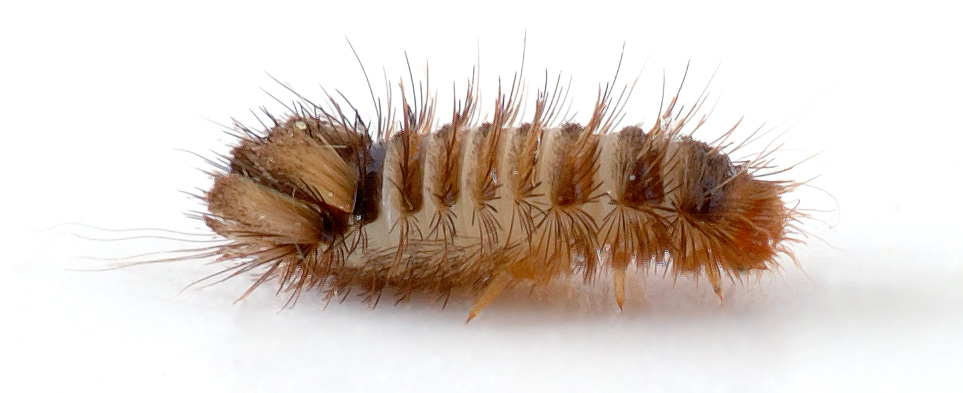
Larve von der Seite
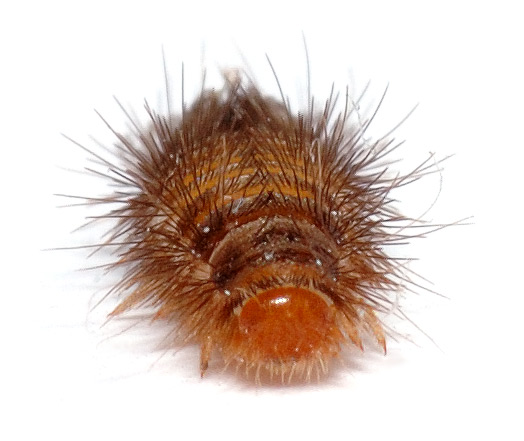
Larve von vorne